# 二人の時間。。feat. TSUGUMI (from SOULHEAD)
『二人の時間。。feat. TSUGUMI(from SOULHEAD)』（ふたりのじかん）は、九州男の1枚目のインディーズシングル。発売元は9 island Recordings。

## 解説
前作『桜道/雲の上の君と (epilogue)』から約4年半ぶりのシングルであり、インディーズレーベルからのリリースとなる。
初回限定盤には「二人の時間。。feat. TSUGUMI(from SOULHEAD)」のPVを収録したDVDが付属する。

## 収録曲
1. 二人の時間。。feat. TSUGUMI (from SOULHEAD)
2. こんぺいとう〜星のかけら〜
3. カメレオン
4. New Birthday (Soundbreakers Remix)
メジャー1stフルアルバム『HB』収録曲のリミックス。
5. 二人の時間。。 (inst)